# Романков, Пётр Григорьевич
Пётр Григо́рьевич Романко́в (4 (17) января 1904, Ейск — 1 ноября 1990, Ленинград) — советский химик-технолог, член-корреспондент АН СССР.

## Биография
Окончил Ленинградский технологический институт (1929). В 1928—1935 работал в Москве на Дорогомиловском химическом заводе. Одновременно преподавал: в 1929—1933 — на химическом факультете Московского высшего технического училища им. Н. Э. Баумана, в 1933—1934 — в Московском химико-технологическом институте им. Д. И. Менделеева и в Московском институте химического машиностроения.
С 1934 года — в Ленинградском технологическом институте им. Ленсовета: аспирант, преподаватель, с 1948 — профессор. Организатор и заведующий (1941—1986) кафедрой процессов и аппаратов химической технологии. В 1950—1989 — проректор ЛТИ по научной работе.
Подготовил 25 докторов и 160 кандидатов наук в области теоретических основ химической технологии.
В 1975—1989 — главный редактор «Журнала прикладной химии». Был членом редколлегий журналов «Известия вузов», «Химия и технология», «Теоретические основы химической технологии».
Сын Леонид (р. 1937) — политический деятель, правозащитник.

## Труды
Автор:
- «Динамика сушки твердых материалов» (1933)
- «Сушка (методы расчета и проектирования сушильных установок)» (1934)

Один из авторов:
- «Гидромеханические процессы химической технологии» (1948)
- «Сушка во взвешенном состоянии», совместно с Н. Б. Рашковской (1964, 1968, 1979)
- «Непрерывная адсорбция газов и паров», совместно с В. Н. Лепилиным (1968)
- «Гидромеханические процессы химической технологии», совместно с М. И. Курочкиной (1974, 1982)
- «Массообменные процессы в системах с твердой фазой» (1975)
- «Жидкостные сепараторы» (1976)
- «Теплообменные процессы химической технологии» (1982)
- «Экстрагирование из твёрдых материалов» (1983)

### Учебное пособие
- К. Ф. Павлов, П. Г. Романков, А. А. Носков. Примеры и задачи по курсу процессов и аппаратов химической технологии / 13-е издание, стереотипное. — М.: «Альянс», 2006. — 576 с. — ISBN 5-98535-020-7

Пособие, впервые вышедшее в 1947 году, при жизни Романкова выдержало 10 изданий и было переведено на 11 иностранных языков.

## Звания и награды
- Почетный доктор пяти зарубежных вузов (Германия, Польша, Венгрия, Югославия, Чехословакия).
- Заслуженный деятель науки и техники РСФСР

Награждён 5 орденами и несколькими медалями:
- орден Ленина
- орден Октябрьской Революции

## Память
В здании Ленинградского технологического института в 1991 году была установлена мраморная мемориальная доска:

Здесь в период с 1936 г. по 1990 г. работал выдающийся химик-технолог, член-корреспондент АН СССР, профессор Петр Григорьевич Романков